# Lobesdorf
Lobesdorf ist eine Wüstung südöstlich von Sotterhausen bei Beyernaumburg im Landkreis Mansfeld-Südharz in Sachsen-Anhalt.

## Geschichte
In einem zwischen 881 und 899 entstandenen Verzeichnis des Zehnten des Klosters Hersfeld (Hersfelder Zehntverzeichnis) wird Lobesdorf als zehntpflichtiger Ort Liobolvesdorpf im Friesenfeld urkundlich erwähnt. 
Koordinaten: 51° 26′ 39″ N, 11° 24′ 32″ O